# Oneiricon – The White Hypnotic
Oneiricon – The White Hypnotic (griechisch Ονειρικών Verträumt – englisch Das hypnotische Weiß) ist ein Album der italienischen Funeral-Doom-Band Ras Algethi.

## Geschichte
Nachdem die Band mit ihrem Demo Oblita Divinitas Aufmerksamkeit erlangt hatte, bot ihnen Wounded Love Records einen Albumvertrag. Die Gruppe spielte ihr Debüt von November bis Dezember des Jahres 1994 im New Hamill Studio in ihrer Heimat Mailand ein. Produktion, Tontechnik und Mastering wurden vom Studioinhaber Marco Allegri gemeinsam mit Ras Algethi übernommen. Nach der Veröffentlichung am 1. Januar 1995 kam es zum Konflikt der Musiker über die künftige kreative Ausrichtung des Projektes, woraufhin sich die Band trennte. In den Jahren danach wurde Oneiricon – The White Hypnotic zu einem bedeutenden Genreklassiker, dessen Erfolg nicht von allen beteiligten Musikern begrüßt wurde. So monierte Sänger und Gitarrist Mauro Berchi später, dass er das Album ablehne, als Vergangenheit betrachte und ungern kommentiere. Dennoch veröffentlichte er das Album im Jahr 2018 über sein Label Eibon Records als Bandcamp-Download erneut.

„A mes propres oreilles, cela sonne terriblement affreux et je ne voudrais vraiment pas faire beaucoup de commentaires sur ça.“

„In meinen Ohren klingt es furchtbar scheußlich und ich würde es ungern näher kommentieren.“

## Albuminformationen
Oneiricon – The White Hypnotic ist das erste und einzige Studioalbum der Band. Es wurde am 1. Januar 1995 erstmals veröffentlicht und enthält acht separate Stücke, die eine Gesamtspielzeit von 56:58 Minuten haben. Gestaltet wurde das Cover von Mauro Berchi. Die Musik aller Stücke wurde von den Bandmitgliedern gemeinsam geschrieben. Zum Zeitpunkt der Aufnahme bestand Ras Algethi aus fünf Mitgliedern: Dem Gitarristen Matteo Risi, den Sängern und Gitarristen Mauro Berchi und Huldus sowie dem Keyboarder Luca Risi und dem Schlagzeuger Silvio.

### Stil
Björn Thorsten Jaschinski beschrieb die auf Oneiricon – The White Hypnotic präsentierte Musik für das Deaf Forever als individuelle naive und anrührende Fortführung des Death Doom der Peaceville Three: „Satte Kirchenorgeln, verträumte Leads, cleane Gitarren und entrückter Klargesang versus Keifen“. Weitere Rezensionen werten das Album als frühe Veröffentlichung des Funeral Doom und sehen Parallelen zum Debüt von Skepticism. Als Parallele wird ebenso ein Spiel mit „einer feierlichen Anziehungskraft“ beschrieben, wie die nahezu „allgegenwärtige Verwendung einer Orgel“ und ein majestätischer Klang. Mit vielen hellen und sakral anmutenden Chören und Orgelklängen transportiert das Album derweil eine für das Genre untypische „luftige“ und „helle“ Atmosphäre.

### Titelliste
1. Aldebaran Crossing: 02:16 (Musik: Ras Algethi)
2. The Bride Eternal: 10:18 (Musik: Ras Algethi, Mauro Berchi)
3. When Fire Is Father: 08:53 (Musik: Ras Algethi, Mauro Berchi)
4. Keys of Urtam (A Translucent Vision):08:41 (Musik: Ras Algethi, Mauro Berchi)
5. With an Halo of Flames: 02:50 (Musik: Ras Algethi)
6. Symbols (In Luce Obliqua): 12:15 (Musik: Ras Algethi, Mauro Berchi)
7. Nubes Obscura: 05:37 (Musik: Ras Algethi, Text: Silvio)
8. In White Hypnotic: 06:33 (Musik: Ras Algethi, Mauro Berchi)

## Wahrnehmung
Oneiricon – The White Hypnotic gilt als wichtiger Wegbereiter des italienischen Funeral Doom und als relevante frühe Veröffentlichung des Genres insgesamt. So betonte Massimiliano Giaresti in einer für Metalized.it verfassten Rezension, dass sich das Album „nach jahrelanger Reifung zu einem wahren Klassiker des Genres“ entwickelt habe, das sich als Genre selbst noch entwickeln musste. Mit dem melodischen und sakralen Anteil hob sich die Musik von anderen Genre-Interpreten dieser Zeit ab, wodurch der Gruppe eine hybride Rolle in Verbindung zu Atmospheric Doom und Gothic Metal zugesprochen wurde. Das Deaf Forever führt das Album auf dem 32. Platz der 50 besten Doom-Alben aller Zeiten.